# 이익수 (1923년)
이익수(한자: 李益秀, 영어: Lee Ik-su, 1923년 10월 16일 ~ 1968년 1월 24일)는 대한민국의 군인이다.
원래 이름은 이범규이나, 후에 이익수로 창씨개명하였다.
6·25 전쟁에서 공비토벌작전과 소작봉 전투, 600고지 전투 등에 참전하여 전공을 세우고 공훈을 인정받아 미국 은성훈장, 화랑무공훈장 등을 받았다. 1사단 15연대장으로 재직 중일 때 1·21 사태가 발생하여 조선민주주의인민공화국 무장공비들이 서울 중심가로 침투해오자 적 소탕 작전을 지휘하던 중 적의 탄알에 맞아 전사하였다.

## 생애[2]

### 유년 시절
1923년 10월 7일 충청남도 부여에서 6남 2녀 중 차남으로 출생하였다.
3살이 되던 해 초여름 날, 대문 쪽에서 고양이 한 마리가 뛰어 들어와 뒤꼍으로 내닫고 곧 이어 집 개가 그 뒤를 쫓아 들어간 일이 있었다. 한참 있어도 고양이는 나오지 않고 개만 헐떡거리며 안마당으로 나왔고, 놓쳐서 아쉽다는 듯이 혓바닥을 길게 내밀고 땅 바닥에 대고 냄새를 맡으며 어슬렁거렸다.
며칠 후 그는 시름시름 앓기 시작했고, 감기 기운처럼 시작하더니 점점 더 심해지기에 주변에서 '동티매기'를 권하여 여러 번 했다. 그러나 몸 곳곳 붉어지더니 종기까지 났다. 부친 이현만이 의원들을 찾아 다니며 약을 지어다 먹였으나 낫지 않았다. 이후 의원들이 집을 방문하여 침을 놓았고, 종기 한 곳을 째면 그 곁에 또 나고 아물면 그 곳에 또 났다.
1년 반 정도가 지나고 집안 어른들의 말씀대로 최종적으로 무당을 불러 굿을 했다. 무당은 대(竹)를 잡게 했는데 그 대는 뒤꼍으로 가더니 굴뚝을 내리쳤다. 일꾼들이 굴뚝을 파헤치니 고양이가 죽어 있었고 시체를 잘 묻어주고 나니 병세가 나아졌다. 보약과 가족들의 지극정성의 간호로 발병 3년 후 다섯 살 때 걸음마를 배웠다.
공부를 싫어하고 농사일에 취미를 붙인 형을 대신하여 부친은 그에게 기대를 걸었고 여섯 살이 되던 가을부터 한문공부를 시작했다. 그는 천자문의 음과 훈을 익힌 다음 습자와 서예를 배우며 교양을 쌓았고, 배우려고 파고드는 열정이 컸다.

### 학창 시절
9살 때 남들보다 빠르게 서천군 판교국민학교에 입학했다. 4km 떨어진 학교를 매일 혼자 걸어 다니며 험한 부시티고개를 드나드는 열악한 여건 속에서도 6년동안 개근하였다.
일제강점기 당시 조선 학생들에 대한 억압이 더해가는 환경 속에서 일본인을 제치고 우등을 했고, 매년 우등상, 조행상(모범상), 개근상을 수상했다. 키가 크고 나이가 많은 학생들이 많아 3학년 때까지 부반장을 했지만 4학년부터 성적과 품행이 뛰어나 반장을 떠맡게 되었다.
16살 때 국민학교를 졸업한 후 기숙사가 있는 공주농업학교로 진학했다. 단체생활을 하면서 심한 군사훈련을 받아야 했고, 일본제국의 공출로 기숙사 식사는 만주에서 가축 사료로 쓰는 콩깻묵이었다. 일제의 탄압에서 벗어나기 위해 조선 사람들이 많이 배워서 모든 면에서 일본인을 앞질러야 된다고 굳게 믿었다. 그래서 좋지 않은 가정 형편에도 전문학교까지 진학할 것을 결심하고 부친의 지지 아래 학업에 전념했다. 신체적으로도 강해야 한다고 생각해 유도와 검도 유단자가 되었고 전문학교 가서도 유도부를 했다. 애국지사들이 중국으로 피해가서 독립운동하고 있는 것을 알고 그들과 합류할 것을 결심하고는 중국어를 독학했다. 방학 때 고향에 돌아오면 동네 청년들과 부녀자들에게 밤을 이용하여 글을 가르치기도 했다.
공주농업학교 3학년, 18살 때 대고모의 중매로 결혼을 하게 되었다.
4학년 때 쇠붙이를 다 빼앗겨 집안 형편이 더 어려워졌고, 졸업까지 1년이 남은 상황에서 학업을 빨리 마치기 위해 경성법학전문학교로 월반하였다.

### 청년 시절

#### 징용 면제
동네 산을 사들인 일본인이 당시 옥산 명장이었던 서상익에게 관리자 추천을 의뢰했고 그의 친구였던 부친이 관리자가 되었다. 이익수는 학교를 졸업하자마자 지원병이 되든지 징용으로 끌려 갈 처지였는데, 부친이 그 일본인에게 징용을 면해달라고 부탁하였다. 국내, 일본, 중국 중 어디로 갈 것이냐는 질문에 중국을 선택했고, 그 일본인의 호의로 학업성적 우수와 중국어 구사 능력을 이유로 '일본군 지나지구 총사령부 경리문관'으로 추천되었다. 1943년 3월 말 국경과 만주 벌판을 넘어 중국 남경으로 떠났다. 그가 하는 일은 연락 사무나 문서의 기록, 정리와 같은 군의 행정 사무를 보는 일이었지만 일본인들이 힘들고 어려운 일을 시키기도 하고 중국인 포로나 죄수들을 지키는 보초 일도 서게 했다.
매형 이익수와 동갑이었던 처남은 그를 존경하고 따랐는데 자기도 매형 따라 징용갈 결심을 하고 일자리를 알아봐달라는 편지를 내었다. 몇 개월 후 중국행 수속서류가 들어있는 답장이 날아왔고 중국에서 둘은 상봉해 서로 좋은 말벗이 되었다.

#### 광복군 활동
1944년경 만주 봉천 육군병원으로 후송되어 늑막 수술을 받았다. 남경에 있다가 상해로 빠져나가기 쉬운 만주에 온 것을 기회로 삼아 병원을 탈출하여 이범석 장군 관할에 있던 광복군에 찾아가 이에 가담하였다. 그는 광복군 상해지구 경리부장의 일을 맡게 되었다.
해방 이후 잔여 업무를 정리하고 상해에 남아있던 광복군 400여 명을 인솔하고 배로 군산에 도착해 귀국하였다.

#### 민족청년당 활동
혼란기에 이범석 장군이 창설한 민족청년단(족청단)에 입당하여 수원에 있던 중앙 훈련소에서 제1기생으로 다른 200여 명의 지도자들과 함께 첫 훈련을 마쳤다. 그는 충청남도와 전라북도의 조직 책임의 임무를 띠고 고향으로 돌아왔고, 보수나 조직비도 없이 봉사하기에 옥산과 이웃한 홍산면에서 활동하였다. 충청남도 도단 조직부장과, 홍산과 옥산 단부 단장을 겸하던 그는 공주, 부여, 강경까지도 조직을 마쳤다. 그 중에서도 공주와 부여와 홍산 지방이 한 덩어리가 된 홍산 단부는 전국에서도 가장 센 청년단체로서 '홍산 특별단부'라고까지 불리게 되었고 특별한 훈련소까지 갖추고 있었다.

#### 호국군
족청단이 해체되자 단원들의 기둥이 되고 의욕을 북돋아 주기 위해 군대를 대의를 위한 대상으로 삼았다. 그는 국방장관이 된 이범석 장군의 명을 받들어 족청단원들을 입영시킬 임무를 띠고 있었다. 그리하여 그들을 옥산국민학교 교정에 모아 놓고 혼란에 빠져 있는 나라의 형편과 그러한 나라를 지키기 위한 군대의 필요성을 강조하는 연설을 했다.
그도 호국군사관학교를 통해 호국군 소위로 임관하고 대전에 있던 호국군 사령부에서 작전참모로 근무했다.

#### 정규군 소위 임관
국군이 창설되고 호국군이 해체되자 외국의 군사 경력이 있는 사람들을 위해 특별히 마련된 사관학교 8기 특별반에 입교했다. 단기 교육을 마치고 1949년 10월 17일 정규군 소위로 정식 임관하였다.
2사단 25연대는 거의 족청단원으로 구성된 연대로 온양에 있었다. 이 연대 작전교관으로 배속 받고 처음으로 모친과 살림을 차리게 되었고 이미 세 딸을 거느린 가장이 되어 있을 때였다.

### 6·25 전쟁

#### 발발 이후

##### 후퇴 중 활약상
6·25 전쟁 발발 직전 25연대는 농번기 돕기 운동으로 전원이 출동하여 주말부터 모를 심기로 되어 있었다. 1950년 6월 25일 일요일 모를 심던 장병들에게 갑자기 출두명령이 내려졌다. 의정부에서 1km 정도 떨어진 곳까지 출동되었으나 조선인민군(북한군)의 기갑포병대와 전투기의 폭력을 저지할 능력이 없어 우선 제1차 후퇴 명령이 내려졌다. 그러는 중에도 그는 연대본부에서 9명의 특공대를 조직하여 북한군의 전차에 수류탄 등으로 대항하게 했다.
나머지 병사들을 이끌고 육군사관학교에 이르렀고 사관생도들을 재편성하여 제2방어전을 펼쳤다. 그러나 사관학교임을 알아챈 북한군의 전투기가 사정없이 폭격을 가해 다시 자리를 옮겼다. 살아 남은 장병들과 함께 미아리 뒷산으로 가서 28일 낮까지 저지에 힘썼으나 부사관 교육을 마치고 함께 해온 넷째 이범정의 권고로 후퇴 대열에 꼈다. 그때는 이미 서울 시내는 전차로 점령이 되었고 한강 철교는 절단된 뒤였다. 형제는 뚝섬까지 걸어가서 나룻배 사공들을 불러 두어 시간 동안 피난민과 잔여병을 도강시켰다. 29일 새벽 3시경 안양에 도착하고 수원까지 계속 걸어 내려갔다. 넷째에게 부인을 부탁한다고 말하고는 계속 후퇴 대열에 꼈다. 수원에서 동생과 헤어지고 거기에 집결되어 있던 잔여병들과 재편성되어 소대장의 임무를 띠고 후퇴 대열에서 적의 공격을 지연시키는 작전에 참가하게 되었다.
7월 10일 전의 전투에서 부대원들과 더불어 한 고지를 확보하고 있었다. 날이 밝을 무렵 짙은 안개가 시야를 가렸고 북한군은 이를 이용해 공격해왔다. 진지 좌측에서 북한군의 휘파람 소리가 나더니 사격을 가해오기 시작했고 병사들이 그 쪽을 향하여 사격을 가하자 적의 사격은 멈추었으나 북한군의 박격포탄이 능선에 떨어졌다. 참호에서 몸을 피하고 있을 때 공중 지원이 시작되었고 안개가 완전히 걷혔다. 공중 지원이 끝나자 북한군은 다시 공격을 가해왔고 열세로 기울고 있었다. 북한군의 기관총이 중대 지휘소를 사격하자 그는 탄알이 떨어진 빈 권총을 들고 혼자서 숨어 들어가 기관총 사수를 권총으로 내려 갈기고 기관총을 빼앗아 역습을 가하여 전멸하다시피 하는 전과를 얻었다. 이 틈을 타서 살아 남은 소수의 병사들은 몸을 피했고, 증원된 적의 반격을 받으며 몸을 피하다 보니 어느 절벽에 이르게 되어 뛰어 내렸다. 위기를 모면한 그는 한국군을 찾아 한 연대의 후퇴 대열에 꼈다. 연대장에게 그때까지의 전황을 보고하고 빼앗은 기관총을 내밀었다.
중동부 전선을 따라 후퇴하면서 낙동강 방어선과 남강 유역에서 북한군에 대항하여 싸우다가 8월 진주마저 함락되자 여수로 가서 자신이 살아 있다는 전보를 집으로 쳤다. 그는 여수에서 제주도 훈련소로 건너가서 8월 21일부터 10월 24일까지 2개월 간 신병을 양성했다.

##### 공비 토벌
10월 20일에 중위로 진급했고 25일에 11사단 20연대 5중대장을 맡아 2개월 전 격전을 벌인 진주, 남원 일대를 다시 밟았다. 10월 5일 새로 창설된 11사단은 진주, 남원을 거쳐 지리산 지구 공비소탕 작전으로부터 임무가 시작되었다.
공비토벌 작전에서 공을 세운 후 13연대 1대대 3중대로 전속되었고, 제주도 훈련소에서 단기 부사관 교육을 받던 김대업 하사(대위 예편)와 다시 만났다. 학도병 출신인 김 하사는 전라북도 정읍 평산리에서 공비토벌 작전을 벌일 때 이익수가 산 채로 대나무 칼로 찔려 죽은 그 동네 청년 단장 시체를 더운 물로 씻어 묻었던 일을 보고 그를 더 따르게 되었다.
11사단 병기 중대장 시절, 무장공비의 습격 때문에 경찰의 힘으로 탈환하지 못하게 된 전라북도 칠보발전소 탈환 작전 임무를 맡게 되었다. 어느 날 자정 즈음 방어 진지 150m 앞으로 무장공비들이 나무 사이로 나타나기 시작하자 소대장들에게 계속 경계하는 한편, 수류탄 투척 준비할 것을 명했다. 전방까지 접근해오자 수류탄을 투척시켰고 2탄, 3탄을 더 가하며 기습공격을 했다. 한국군의 피해 없이 무장공비들을 퇴각시켰고 발전소를 완전히 탈환했다. 이때 노획품이 당시 시가로 4,000만 원에 상당했다고 하고, 그의 중대는 독립 중대였기에 중대장인 그의 마음대로 처분할 수도 있었다. 그러나 노획품은 지방민들의 것이라며 돈을 벌려면 군복을 벗고 장사를 하고, 나라를 위하여 목숨을 건 군인들이 돈을 탐내면 안 된다고 하였다.
이 일로 부대에서 그가 부자 집안이라는 소문이 돌았고 부대가 안동으로 이동한 뒤에 김 하사는 휴가를 얻어 그가 얼마나 부자인지 확인하기 위해 옥산 집을 방문하였다. 젊은 그의 자녀가 셋임에 놀라고 아내가 혼자 도맡아 양육하는 것에 감명을 받았다며 자기 집으로 가는 도중 군산 중앙국민학교에서 교편을 잡고 있던 셋째를 찾아 와서 말을 건넸다.
그는 혁혁한 전과를 올려 훈장도 많이 타고 특별 휴가증도 나왔지만 번번히 부대에 반납했다. 김 하사는 그를 휴가 보내려 노력했지만 그는 나라에 몸 바친 자가 어떻게 사사로운 집 걱정을 하고 있겠느냐며 말했다.
대위 진급과 함께 51년 2월 15일부터 52년 5월 17일까지 15개월 동안 3중대장 직을 맡아 가장 정을 주며 생사를 같이 했고 미국 은성훈장도 이때 받았을 만큼 전공도 가장 많이 세웠다.

##### 미국 은성훈장
그의 앨범에는 '8군 사령관 벤프리트(Vanfleet) 장군이 사단 CP에서 1952년 2월 28일 직접 달아주던 美國銀星勳章을 패용한 당시의 모습을 기념하여'라는 주석과 함께 당시 모습, 그리고 은성훈장의 앞면과 뒷면의 모습을 촬영한 사진들이 한 페이지를 차지하고 있다. 진중일기에도 이 날의 감격을 '일생의 영광된 추억이 될 것이다. 감격의 영원을 …'이라고 적어 놓았다. 이 훈장은 미국 대통령령으로 미국 국회의 비준을 얻어, 당시 극동 사령관이었던 맥아더 장군을 통하여 주는 것이었는데 절차가 복잡하여 본인에게 수여될 때까지는 많은 시일이 소요되었다. 1951년 6월 14일과 19일의 전공이 52년 2월 28일에야 수여되었고, 맥아더 장군에서 밴 플리트 장군에게 전달된 것은 51년 11월 12일이었다.
당시 당번병에 따르면, 남강을 경계로 남쪽은 11사단 13연대가 건봉산과 소작봉 일대를 방어하고 있었고, 그 북쪽은 북한군 43사단이 1100고지를 주 진지로 하고 300고지, 600고지, 칼능선, 철모고지를 전초진지로 점령 방어하고 있었다고 한다. 특히 600고지는 난공불락의 요새로, 작전상 반드시 점령 확보해야 했는데 북한군이 요소마다 벙커를 구축하고 한국군의 전진을 저지했다. 거듭된 육박전 실패로 후퇴할 수밖에 없는 상황에서 그는 혼자서 육탄공격으로 북한군 88명을 사살하고 물리친 다음, 이 고지를 확보했다.
600고지 전투에서 산화한 23살의 부하를 추모하며 1951년 7월 23일로 되어 있는 진중일기 수첩 메모란에 조시를 썼다. '나 죽거든'이라는 유언시도 같은 날짜로 되어 있다.

###### 전공 내용(단기)
<소작봉 전투>
自 4284年 6月 14日 15:00
至 4284年 6月 14日 17:00
戰果 : 生捕 5명(북한군 장교 1명 포함)
重機 1개
다발총 1개
기관총 1개
장총 1개
수류탄 14개
HMG 실탄 900발
각종 실탄 1800발
<600고지 전투>
自 4284年 6月 19日 12:00
至 4284年 6月 19日 19:00
戰果 : 射殺 88명
다발총 11개
장총 4개
HMG 1개
HMG 실탄 10,000발

###### 미국 문서
Captain REE IK SU, 15430, Infantry, Republic of Korea Army. Captain REE, a member of the 13th Regiment, 11th Infantry Division, Republic of Korea Army, distinguished himself by gallantry in action against the enemy in the Nam River Valley, Korea, on 19 June 1951. On that date, Captain REE, a company commander, was leading his men in an assault against well-fortified enemy hill positions. Upon reaching a point only fifty yards from the hostile emplacements, a heavy volume of enemy automatic-weapons and small-arms fire effectively stalled the attack and pinned the friendly forces down. Realizing that prompt and aggressive action was necessary in order to save his men from annihilation, Captain REE, with a total disregard for his personal safety, left his position of cover and charged the enemy positions singlehandedly. Heedless of the intense hostile fire being concentrated on him, he ran forward, hurling grenades and firing his carbine at the enemy who became disorganized under this fierce assault and fled, leaving many casualties. The dauntless courage displayed by Captain REE throughout this action reflects great credit on himself and the Republic of Korea Army.

#### 휴전 이후
1952년 12월 24일, 넷째의 결혼식 전날 그가 살아서 돌아간다는 전령이 가족들에게 전해졌고 이미 홍산에 와서 친구들과 술을 마시고 있었다. 그 날 저녁, 연락병과 함께 권총을 허리에 차서 장총과 망원경을 메고 지프차로 집에 도착했다.
1953년 4월, 제주도 제1훈련소로 발령 받아 본부 부식계장, 교도연대 작전과장, 정보과장, 감찰과장을 역임했다. 감찰관으로 발탁되어 감찰 교육을 받게 되었던 것인데 감찰 학교에서 우등으로 졸업하여 당시 대구에 있었던 감찰본부 선임장교로 뽑혔다. 이때 이 직책은 중령으로 편성되는데 당시 소령이었던 동기생들은 그를 부러워했다고 한다. 감찰본부에서 미비한 감찰 법규를 정비하고 보안하는 작업을 마치고 25사단 감찰부장으로 부임하게 되었다. 25사단에서 서울로 전속될 줄 알았으나 논산 제2훈련소 감찰부 차장으로 전속되었다.
장녀 이명숙이 중학교를 졸업하던 해에 진해 육군대학에 입교했고 강원도 화천 2사단 3대대장으로 있었다. 육군대학에서도 우등으로 졸업하여 당시 육군대학 총장이 학교 교관으로 붙들려고 했지만 일선 근무를 원하여 졸업 후 대광리 25사단 72연대 1대대장으로 발령받았다.
1962년 6월경 3사단 군수 참모로 근무하고 있었다.
장녀가 대학교 2학년 때 3사단 18연대 부연대장으로 근무했다.
육군본부 인사참모로 근무할 때 대령으로 진급되었고 작전참모, 전사과장으로 전임되었다가 강원도 병무청장으로 발령받았다.

### 1·21 사태
국방대학원 군사학 박사 과정을 수료한 후 1사단 15연대장으로 부임했다. 대령 진급 후 육군본부 전사과장, 강원도 병무청장, 국방대학원 수료 등을 하느라 실제 지휘 계통에선 멀어져 있었는데 연대장으로 부임하면서 휴전의 군기를 실감하고 군 기장 잡기에 나섰다. 불시에 부대 순찰을 나가 주변 술집에서 술과 바꾸려고 실탄을 훔쳐 가지고 나가던 병사, 부대 비품을 빼가던 병사를 데려와 훈계했다. 토요일 모든 연대원의 외출도 금지시켰다. 자신이 모범을 보여 한 달에 2박 3일 정기 외출이 허용되었지만 다 취소시켰다. 참모들과 병사들에 대한 교육훈련을 강화했고 일주일에 한 번씩은 반드시 그 주에 있었던 일의 보고와 반성 그리고 다음 주의 계획에 관하여 참모들과 연대장과의 모임을 가졌다. 그런 모임에서 참모들이 브리핑을 하는 동안 군사 기호나 기초적인 군사학도 모를 때는 장교가 되어 가지고 그런 것도 모르고 어떻게 부하들을 통솔할 수 있겠느냐며 핀잔을 주었다.

그렇게 부대 운영을 6개월 동안 하고나서 1·21 사태가 일어났고, 북쪽으로 빠져 도주하고 있던 무장공비들이 경기도 파주시 법원읍 남쪽 북노고산 줄기로 파고 들었다. 이들을 소탕하기 위하여 인접해 있던 1사단 병력이 급히 동원되었고, 동북방을 맡고 있던 15연대장인 그도 연대 병력을 이끌고 진두지휘에 임하여 도주로 차단 및 격멸 작전을 전개했다. 그러던 중 경기도 양주시 광적면 노고산 지역에서 무장 공비 3명을 발견하고 도로를 차단, 노고산 일대를 포위했다. 1월 24일 6중대는 포위망을 형성하고 계속 압축해 가다가 무장공비가 있는 30미터 전방까지 돌격전을 감행하여 1명의 공비를 사살하였다. 그들은 방공호를 유리한 엄폐물로 이용하여 수류탄과 기관단총으로 사격을 해댔다. 한국국은 사격을 받으며 빙판을 타고 올라가야 했고, 안전한 호에서 아래를 내려다 보며 사격을 가하니 피해가 컸다. 수색 중대장 송광수 대위가 비탈을 올라 갔으나 전사했다. 작전주임이 전투 요원을 증원하려 했으나 실전 경험이 없는 병사들의 희생만 눈에 보였고, 곁에 있던 경비소대장 김진태 소위에게 너희들은 따라오지 말라고 하고선 단신으로 수류탄과 권총만을 차고 산등성을 올라갔다. 20m 전방까지 접근해가서 생포를 목적으로 귀순을 권고했으나 나머지 2명은 이에 불응하여 저항했다. 수류탄으로 사살할 결심을 하고 사정거리를 재려 고개를 드는 순간, 호에서 나와 도망가던 한 명의 소총 난사로 총알에 맞아 1968년 1월 24일 오후 3시경 전사했다.  

## 주요 연보
- 1923년 10월 16일 충청남도 부여군 옥산면 대덕리 441번지 출생
- 1935년 판교국민학교 졸업
- 1940년 공주농업학교 졸업
- 1940년 4월 ~ 1943년 3월 경성법학전문학교 경제학부 졸업
- 1943년 3월 ~ 1944년 1월 일본군 지나지구 총사령부 경리문관
- 1944년 2월 ~ 1946년 4월 상해지구 광복군 활동
- 1946년 10월 ~ 1949년 9월 민족청년단 충청남도 도단 조직부장 겸 홍산·옥산단부 단장으로 활동
- 1949년 10월 17일 임관, 예현[4] 2기
- 1949년 10월 23일 ~ 1949년 12월 26일 초등군사반 1기
- 1949년 12월 27일 ~ 1950년 9월 7일 2사단 25연대 9중대, 8중대, 5훈하교대 소대장
- 1950년 9월 8일 ~ 1952년 10월 8일 11사단 20연대, 13연대, 전공대대 본부중대 중대장
- 1952년 10월 9일 ~ 1953년 9월 8일 제1훈련소 조달과, 교도연대, 교육 감사과, 조달·작전 정보주임 및 중대장
- 1953년 9월 9일 ~ 1957년 10월 11일 25사령부 제2훈련소 감찰부, 육군본부 감찰감실 등 감찰계통 근무
- 1957년 10월 11일 ~ 1959년 1월 18일 2사단 17연대 3대대 대대장
- 1959년 1월 19일 ~ 1959년 7월 3일 육군대학 단기 4기 졸업
- 1959년 7월 4일 ~ 1961년 8월 24일 25사단 72연대 1대대, 3사단 23연대 3대대 대대장 및 군수참모
- 1961년 8월 25일 ~ 1964년 11월 1일 3사단 10연대 부연대장 및 연대장 대리
- 1964년 11월 2일 ~ 1965년 8월 6일 강원도 병무청장
- 1965년 8월 7일 ~ 1966년 8월 28일 육군본부 작전참모부 전사과장
- 1966년 8월 29일 ~ 1967년 7월 20일 국방대학원 졸업
- 1967년 7월 21일 ~ 1968년 1월 24일 1사단 15연대장

## 사후
그의 장례식은 1·21사태에서 희생한 다른 장병들과 함께 육군장으로 치러졌다. 합동 영결식이 1968년 1월 29일 6군단사령부에서 이세호 6군단장의 주관으로 거행되었고, 영결식이 끝난 후 관은 대형 태극기로 덮인 채 성판을 단 지프차에 실려 국립서울현충원으로 향했다. 그의 1호차 뒤에는 수색 중대장 송광수 대위(소령 추서)를 비롯한 병사들의 유해를 실은 차량이 따랐다.
이재전에 따르면 1군사령부에서 박희동 참모장과 이희성 정보참모 등이 모여 그의 전사처리 문제를 숙의 중이었다. 분위기가 작전 실패 쪽으로 기울자 그는 "작전참모인 내가 보기에도 작전 실패이다. 그러나 이익수 대령이 등 뒤에 총알을 맞은 것도 아니고 정면으로 맞았는데, 즉 도망하다가 맞은 것이 아니라 공격하다 맞은 것인데 적절한 예우를 하는 것이 마땅하다고 본다"고 말했다. 좌중에서 이의를 제기하자 의견을 달리한다며 "종로경찰서장 최규식 총경은 경찰관이지만 대한민국 최고 무공훈장인 태극무공훈장을 추서했다. 작전에 참가한 야전군 연대장이 임무 수행 중 전사했는데 응분의 포상을 하지 않는다면 군의 사기에도 나쁜 영향을 미칠 것이다"고 했다. 최종적으로 태극무공훈장 추서 및 1계급 특진, 전사자로서 국립묘지 안치 등을 조치하는 것으로 결론이 났다.
장녀가 자신의 생각을 다음과 같이 정리하여 명필 이철경에게 묘비명을 써주길 부탁했고 묘비 제막식은 그 해 7월 13일에 열렸다.
'「의(義)를 위해 죽는 병졸 되어도 사(私)를 위해 사는 영웅 되지 마라」 향로봉 기슭을 치닫던 무쇠다리 노고산 진두에 호국의 넋이 되다. / 순간에 영원을 새긴 마흔다섯의 심혈(心血)은 하늘에 록(祿)이 있는 불후(不朽)의 향기 / 자유 정의 임무는 목숨보다 중한 것 「내 뒤를 따르라」 앞장서 간 외침은 / 태극 충무 화랑 미 은성(美銀星)훈장 광채에 안겨 온 누리 울리는 종(鍾)이 되셨어라.'
2015년 1월 대한민국 전쟁기념관에서 '이달의 호국인물'로 선정되었다.

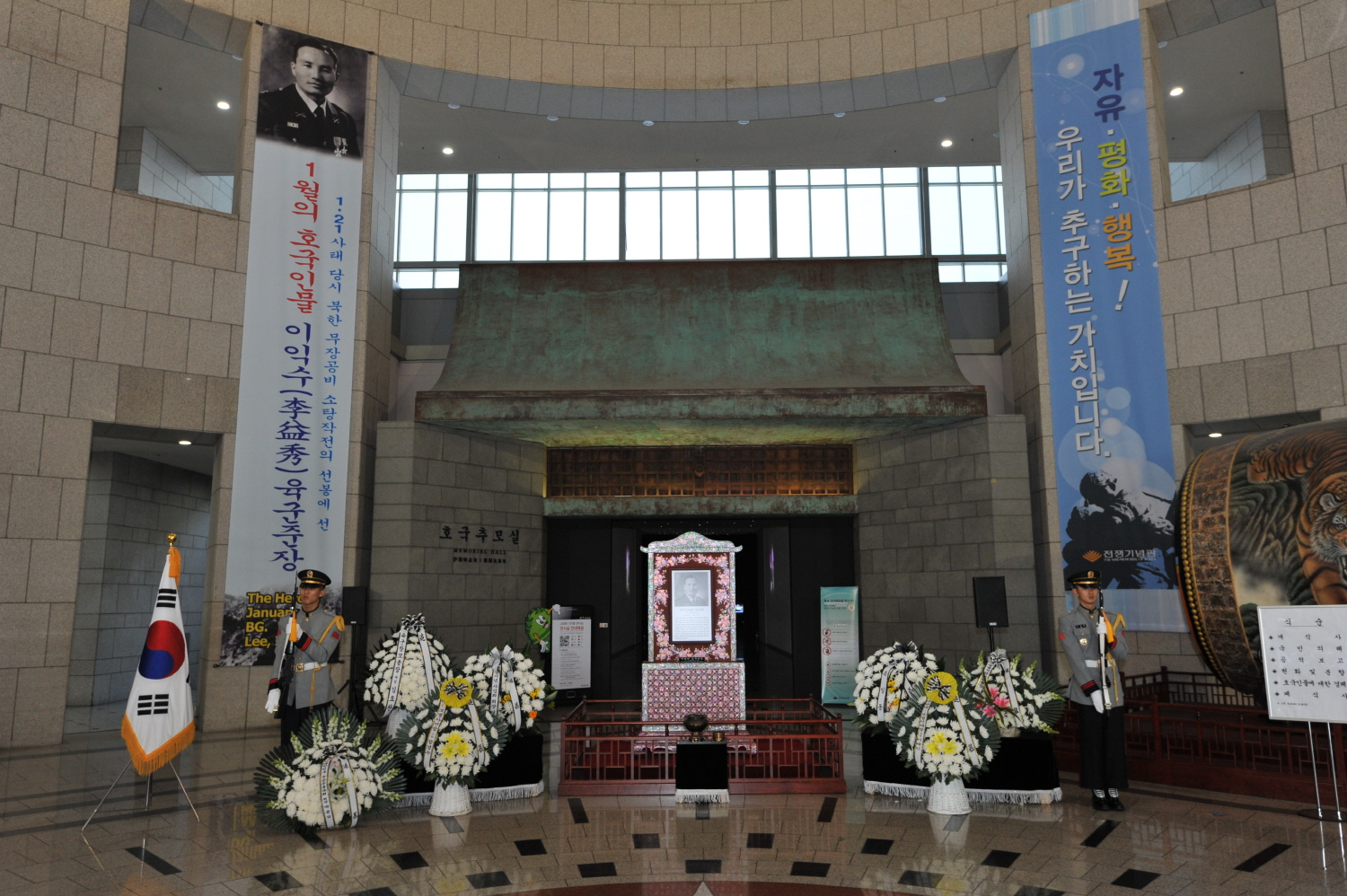
전쟁기념관, 1월 호국인물 이익수 육군준장 현양행사

## 참고 문헌
- 이명숙, 『나의 아버지 이익수 장군』, 학인, 1996
- General Orders No.882, 12 November 1951

## 같이 보기
- 6·25 전쟁
- 1·21 사태
- 대한민국 육군